# 海南楔樱蛤
海南楔樱蛤（学名：Cadella delta hainanensis），是帘蛤目樱蛤科楔樱蛤属的一种。主要分布于中国大陆，常栖息在潮间带。
其种加词“hainanensis”意为“海南的”。
现接受名为海南楔樱蛤（Cadella hainanensis Scarlato, 1965）。